# Lipotidae
Lipotidae – prawdopodobnie wymarła rodzina ssaków z infrarzędu waleni (Cetacea) w rzędzie parzystokopytnych (Artiodactyla).

## Zasięg występowania
Rodzina obejmuje jeden występujący współcześnie gatunek z Chińskiej Republiki Ludowej, krytycznie zagrożony wyginięciem, a prawdopodobnie już wymarły.

## Podział systematyczny
Do rodziny należy jeden występujący współcześnie rodzaj:
- Lipotes G.S. Miller, 1918 – baji – jedynym przedstawicielem jest Lipotes vexillifer G.S. Miller, 1918 – baji chiński

oraz rodzaj wymarły: 
- Parapontoporia L.G. Barnes, 1984[2]